# 가마타 쇼마
가마타 쇼마(일본어: 鎌田 翔雅, 1989년 6월 15일 ~ )는 일본의 전 축구 선수이다.

## 구단 경력
그는 2008년부터 2022년까지 J리그의 쇼난 벨마레, 제프 유나이티드 지바, 파지아노 오카야마, 시미즈 에스펄스, 블라우블리츠 아키타, 후쿠시마 유나이티드 FC, 카탈레 도야마에서 활동하였다.

## 국가대표팀 경력
그는 2010년 아시안 게임에 참가할 일본 U-23 국가대표팀에 발탁되었으며, 금메달 획득에 기여했다.